# Grand Prix automobile de Belgique 1954
GP précédent GP suivant
Le Grand Prix de Belgique 1954 (XVIe Grand Prix de Belgique / XVI Grote Prijs van Belgie), disputé sur le circuit de Spa-Francorchamps le 20 juin 1954, est la trente-cinquième épreuve du championnat du monde de Formule 1 courue depuis 1950 et la troisième manche du championnat 1954.

## Contexte avant le Grand Prix

### Le championnat du monde
Organisé en 1952 et 1953 suivant la réglementation formule 2 (2 000 cm3), le championnat du monde des conducteurs se court à nouveau suivant la réglementation formule 1, modifiée en 1954 : moteur 2 500 cm3 atmosphérique ou 750 cm3 suralimenté, carburant libre.
Les nouvelles Lancia et Mercedes-Benz n'ont pas terminé la mise au point de leurs nouvelles F1. Ayant quitté la Scuderia Ferrari pour Lancia, le champion du monde Alberto Ascari ne peut défendre son titre en ce début de saison. Juan Manuel Fangio, qui a signé chez Mercedes, effectue les premières courses de l'année sur une Maserati d'usine, et sa victoire en Argentine lui permet d'occuper la tête du championnat. Malgré la perte de son pilote numéro un, Ferrari dispose toujours d'une équipe redoutable avec Giuseppe Farina, José Froilán González, Mike Hawthorn et Maurice Trintignant. Amédée Gordini, malgré ses difficultés financières, parvient à maintenir une présence officielle en Grand Prix, Jean Behra étant cette année encore le fer de lance de l'équipe.
À la suite de l'annulation du Grand Prix automobile des Pays-Bas, qui devait avoir lieu le 6 juin sur le circuit de Zandvoort, le Grand Prix de Belgique constitue la première épreuve européenne du championnat.

### Le circuit

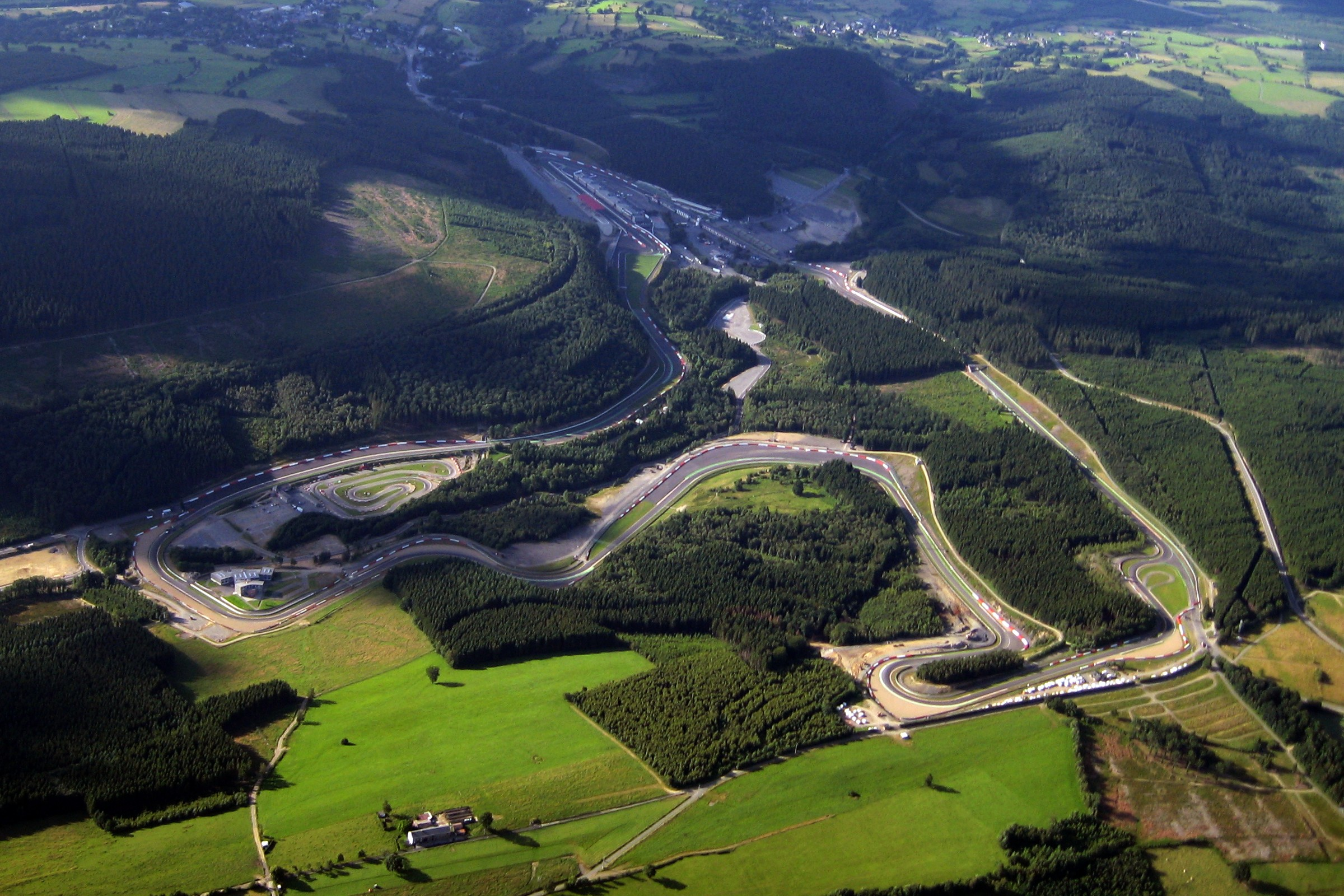
Vue de 2008 du circuit permanent, empruntant une partie du tracé initial (au fond, le virage de la Source).

Utilisé depuis 1924 pour les compétitions automobiles, le circuit de Spa-Francorchamps emprunte le réseau routier de la région des Hautes Fagnes, au sud de Liège. Son tracé, développant plus de quatorze kilomètres, autorise des vitesses très élevées, Juan Manuel Fangio ayant fixé le record du tour à près de 194 km/h de moyenne en 1951.

## Monoplaces en lice
- Ferrari 553 et 625 "Usine"

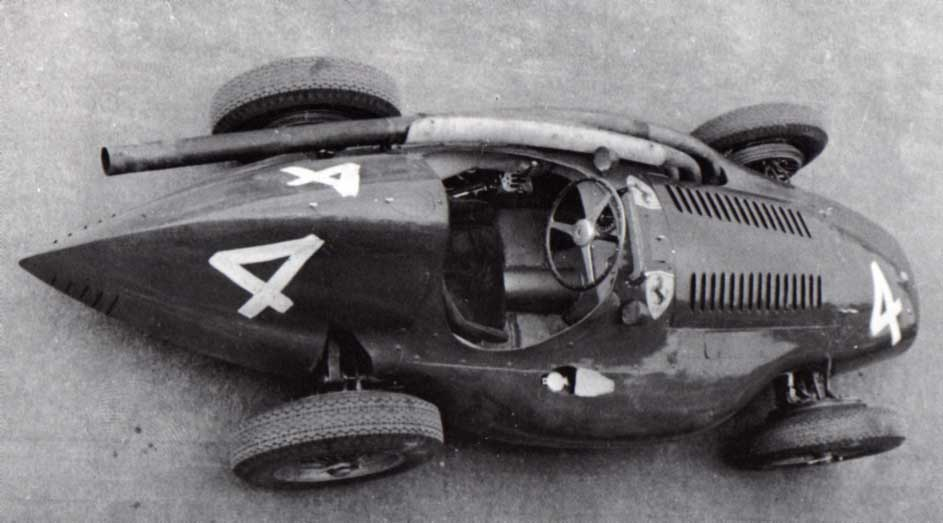
La Ferrari 553, à réservoirs latéraux.

La Scuderia Ferrari avait renoncé à faire courir son nouveau modèle 553 en Argentine, la tenue de route étant problématique. De nombreuses journées de mise au point ont été effectuées durant l'hiver, et l'usine aligne ici deux 553 pour Giuseppe Farina (qui porte un appareil orthopédique au bras à la suite de son accident des Mille Miglia) et José Froilán González. Le moteur est un quatre cylindres supercarré développant plus de 250 chevaux à 7500 tr/min, la voiture pesant environ 600 kg. Mike Hawthorn et Maurice Trintignant disposent quant à eux de monoplaces du type 625, dérivées de la 500 F2, moins puissantes (environ 240 chevaux à 7000 tr/min), plus lourdes (650 kg), mais plus fiables et d'un comportement plus sûr. Aux côtés des quatre voitures d'usine, le pilote belge Jacques Swaters dispose de la Ferrari 500 de l'Écurie Francorchamps, équipée d'un moteur de type 625.
- Maserati 250F "Usine"

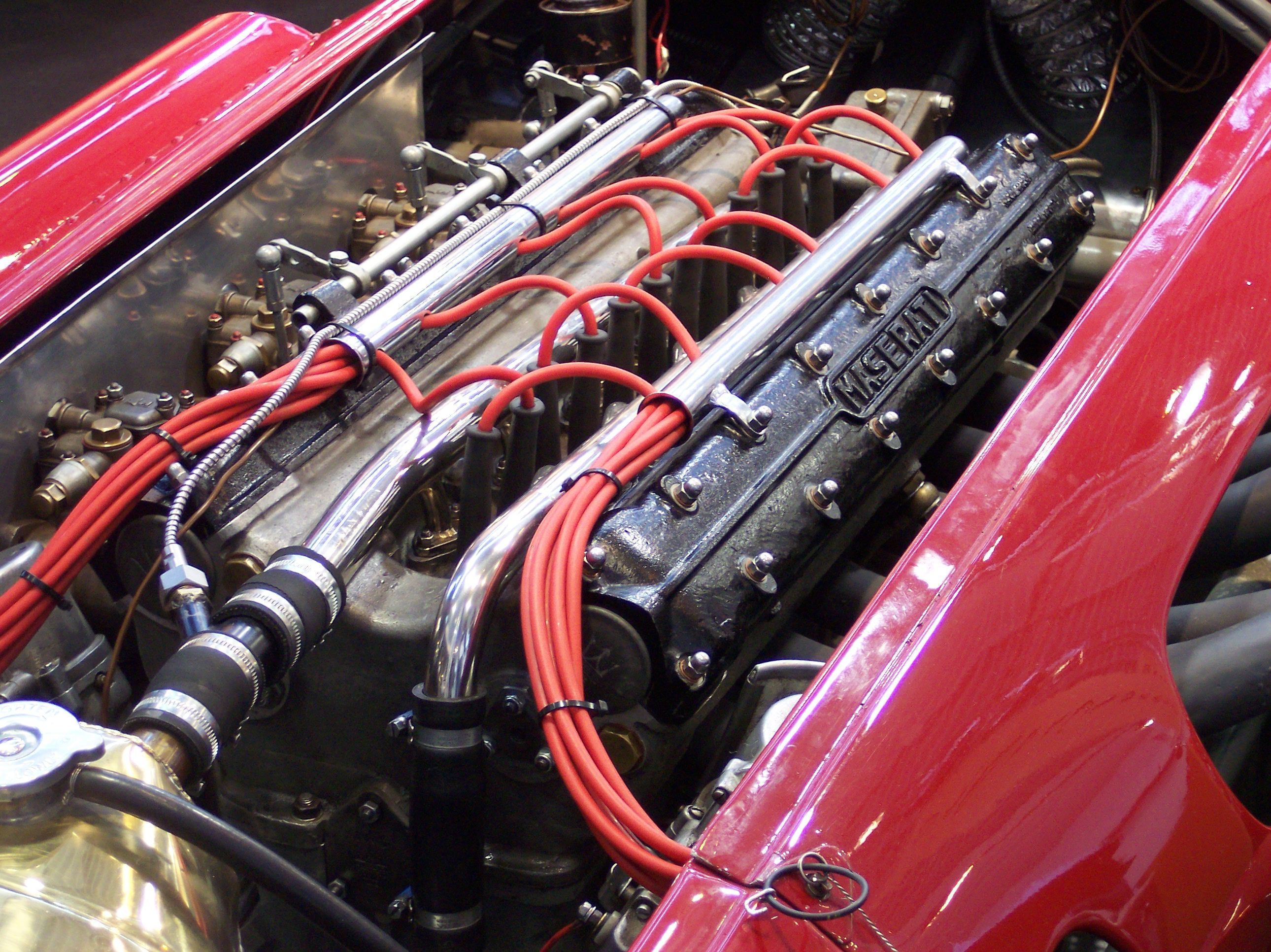
Le six cylindres de la Maserati 250F

Après quelques problèmes de jeunesse liés à un manque de développement lors de sa première apparition en Argentine, la Maserati 250F a depuis évolué au niveau de la transmission et des suspensions. L'usine dispose de trois voitures pour Juan Manuel Fangio, Onofre Marimon et Sergio Mantovani et construit en parallèle plusieurs exemplaires pour des pilotes privés, tels Stirling Moss et le Prince Bira qui disposent déjà du nouveau modèle. La voiture pèse environ 630 kg, le moteur six cylindres des versions usine développe environ 250 chevaux à 7200 tr/min, les versions client étant limitées à 240 chevaux. L'Argentin Roberto Mieres, qui ne dispose pas encore de la nouvelle version, s'aligne ici sur une ancienne A6SSG équipée du moteur 2,5 litres.
- Gordini T16 "Usine"

Amédée Gordini n'a pas disposé des ressources nécessaires au développement d'un nouveau modèle et utilise cette année encore son modèle T16, ex-formule 2, dont la cylindrée du moteur a été portée à 2 500 cm3. La puissance disponible est de l'ordre de 225 chevaux à 6500 tr/min, la monoplace pesant 630 à 640 kg et disposant d'une boîte cinq vitesses. L'écurie a amené deux voitures pour Jean Behra et Paul Frère, André Pilette pilotant la monoplace qu'il partage avec Georges Berger, engagée officiellement par l'usine.

## Coureurs inscrits
| no | Pilote                | Écurie                    | Constructeur | Modèle         | N° châssis | Moteur      | Pneumatiques |
| -- | --------------------- | ------------------------- | ------------ | -------------- | ---------- | ----------- | ------------ |
| 2  | Jacques Swaters       | Écurie Francorchamps      | Ferrari      | Ferrari 500    | 208-F2     | Ferrari L4  | E            |
| 4  | Giuseppe Farina       | Scuderia Ferrari          | Ferrari      | Ferrari 553    | 553-2      | Ferrari L4  | P            |
| 6  | José Froilán González | Scuderia Ferrari          | Ferrari      | Ferrari 553    | 553-3      | Ferrari L4  | P            |
| 8  | Maurice Trintignant   | Scuderia Ferrari          | Ferrari      | Ferrari 625    | 625-6      | Ferrari L4  | P            |
| 10 | Mike Hawthorn         | Scuderia Ferrari          | Ferrari      | Ferrari 625    | 625-7      | Ferrari L4  | P            |
| 12 | Jean Behra            | Équipe Gordini            | Gordini      | Gordini T16    | 33         | Gordini L6  | E            |
| 16 | Paul Frère            | Équipe Gordini            | Gordini      | Gordini T16    | 34         | Gordini L6  | E            |
| 18 | André Pilette         | Équipe Gordini            | Gordini      | Gordini T16    | 31         | Gordini L6  | E            |
| 20 | Prince Bira           | Privé                     | Maserati     | Maserati 250F  | 2504       | Maserati L6 | P            |
| 22 | Stirling Moss         | Privé                     | Maserati     | Maserati 250F  | 2508       | Maserati L6 | P            |
| 24 | Roberto Mieres        | Privé                     | Maserati     | Maserati A6SSG | 2501       | Maserati L6 | P            |
| 26 | Juan Manuel Fangio    | Officine Alfieri Maserati | Maserati     | Maserati 250F  | 2505       | Maserati L6 | P            |
| 28 | Onofre Marimon        | Officine Alfieri Maserati | Maserati     | Maserati 250F  | 2506       | Maserati L6 | P            |
| 30 | Sergio Mantovani      | Officine Alfieri Maserati | Maserati     | Maserati 250F  | 2502       | Maserati L6 | P            |

## Qualifications
Trois journées d'essais qualificatifs sont prévues, les jeudi, vendredi et samedi précédant la course. Seules les Ferrari sont en piste le jeudi, mais il bruine et aucune performance significative ne peut être réalisée. Les conditions s'améliorent le lendemain, où l'on assiste à un duel serré pour la pole position entre la Ferrari de José Froilán González et la Maserati de Juan Manuel Fangio. Avec un temps de 4 min 23 s 6, González tient longtemps la corde mais en fin de journée Fangio accomplit un tour parfait en 4 min 22 s 1 (193,9 km/h), égalant le record qu'il avait lui-même réalisé en 1951 au volant d'une Alfa Romeo Alfetta. Malgré des problèmes de tenue de route, Giuseppe Farina réalise le troisième temps, à près de quatre secondes de Fangio. Peu de pilotes améliorent leur performance lors de la journée du samedi, qui permet toutefois à Mike Hawthorn (Ferrari) d'obtenir une place en deuxième ligne, au côté de la Maserati d'Onofre Marimon.

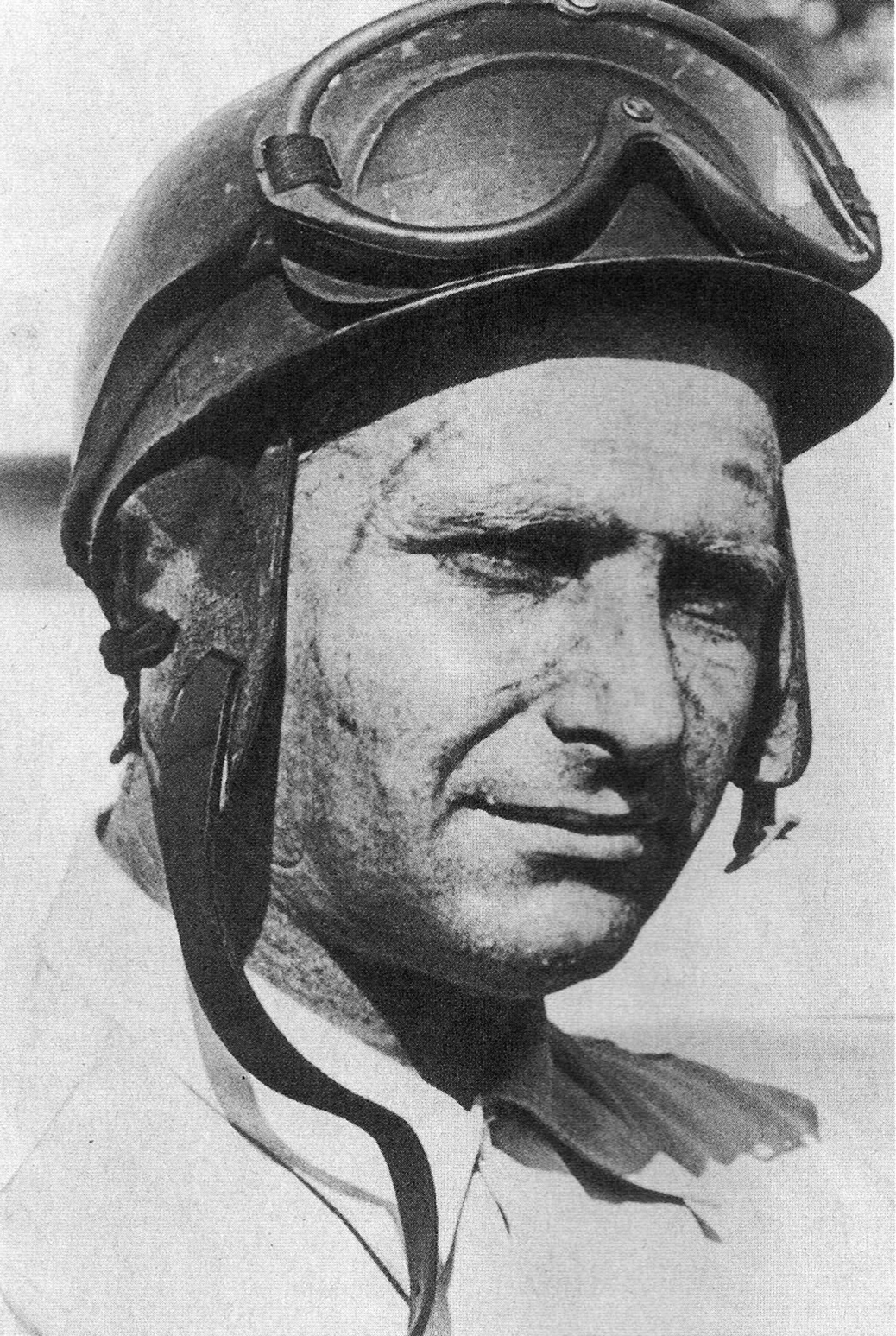
Comme l'année précédente, Juan Manuel Fangio s'est montré le plus rapide sur le sélectif tracé de Spa-Francorchamps.

| Pos. | no | Pilote                | Écurie   | Temps        | Écart    |
| ---- | -- | --------------------- | -------- | ------------ | -------- |
| 1    | 26 | Juan Manuel Fangio    | Maserati | 4 min 22 s 1 |          |
| 2    | 6  | José Froilán González | Ferrari  | 4 min 23 s 6 | + 1 s 5  |
| 3    | 4  | Giuseppe Farina       | Ferrari  | 4 min 26 s 0 | + 3 s 9  |
| 4    | 28 | Onofre Marimon        | Maserati | 4 min 27 s 6 | + 5 s 5  |
| 5    | 10 | Mike Hawthorn         | Ferrari  | 4 min 29 s 4 | + 7 s 3  |
| 6    | 8  | Maurice Trintignant   | Ferrari  | 4 min 30 s 0 | + 7 s 9  |
| 7    | 12 | Jean Behra            | Gordini  | 4 min 34 s 5 | + 12 s 4 |
| 8    | 18 | André Pilette         | Gordini  | 4 min 40 s 0 | + 17 s 9 |
| 9    | 22 | Stirling Moss         | Maserati | 4 min 40 s 8 | + 18 s 7 |
| 10   | 16 | Paul Frère            | Gordini  | 4 min 42 s 0 | + 19 s 9 |
| 11   | 30 | Sergio Mantovani      | Maserati | 4 min 43 s 2 | + 21 s 1 |
| 12   | 24 | Roberto Mieres        | Maserati | 4 min 43 s 8 | + 21 s 7 |
| 13   | 20 | Prince Bira           | Maserati | 4 min 46 s 5 | + 24 s 4 |
| 14   | 2  | Jacques Swaters       | Ferrari  | 4 min 54 s 2 | + 32 s 1 |

## Grille de départ du Grand Prix
| 1re ligne | Pos. 1                           |                               | Pos. 2                        |                               | Pos. 3                       |
|           | Fangio Maserati 4 min 22 s 1     |                               | González Ferrari 4 min 23 s 6 |                               | Farina Ferrari 4 min 26 s 0  |
| 2e ligne  |                                  | Pos. 4                        |                               | Pos. 5                        |                              |
|           |                                  | Marimon Maserati 4 min 27 s 6 |                               | Hawthorn Ferrari 4 min 29 s 4 |                              |
| 3e ligne  | Pos. 6                           |                               | Pos. 7                        |                               | Pos. 8                       |
|           | Trintignant Ferrari 4 min 30 s 0 |                               | Behra Gordini 4 min 34 s 5    |                               | Pilette Gordini 4 min 40 s 0 |
| 4e ligne  |                                  | Pos. 9                        |                               | Pos. 10                       |                              |
|           |                                  | Moss Maserati 4 min 40 s 8    |                               | Frère Gordini 4 min 42 s 0    |                              |
| 5e ligne  | Pos. 11                          |                               | Pos. 12                       |                               | Pos. 13                      |
|           | Mantovani Maserati 4 min 43 s 2  |                               | Mieres Maserati 4 min 43 s 8  |                               | Bira Maserati 4 min 46 s 5   |
| 6e ligne  |                                  |                               | Pos. 14                       |                               |                              |
|           |                                  |                               | Swaters Ferrari 4 min 54 s 2  |                               |                              |

- Pour les besoins du tournage du film Le Cercle infernal, le pilote suisse Emmanuel de Graffenried s'élança derrière les quatorze concurrents à bord d'une Maserati A6SSG équipée d'une caméra de cinémascope fixée devant le radiateur frontal[3],[7].

## Déroulement de la course
Le temps est chaud (30 °C à l'ombre) et ensoleillé lorsque le départ est donné le dimanche, à quinze heures. José Froilán González (Ferrari) bondit en tête devant ses coéquipiers Giuseppe Farina et Mike Hawthorn, Onofre Marimon (Maserati), André Pilette (Gordini), très bien parti, Maurice Trintignant (Ferrari) et Jean Behra (Gordini). Juan Manuel Fangio, en pole position avec sa Maserati, a manqué son envol et n'est que huitième. Au passage de l'Eau Rouge, la Maserati de Roberto Mieres, dont la trappe de réservoir a été mal fermée, s'enflamme. Le pilote argentin parvient à garer sa voiture quelques centaines de mètres plus loin, s'en tirant avec quelques brûlures superficielles. Au cours de ce premier tour, Farina prend rapidement le commandement, González connaissant des ennuis de moteur. Lorsque les concurrents repassent devant les stands, l'Italien devance Hawthorn et Fangio, qui a déjà regagné cinq places. Quatrième, Marimon s'arrête pour faire remplacer une bougie défectueuse, tandis que González abandonne, piston crevé.
Fangio talonne maintenant les deux Ferrari de tête. Il déborde bientôt Hawthorn, puis Farina, mais ce dernier reprend l'avantage dans la descente de Masta, sa monoplace bénéficiant d'une vitesse de pointe supérieure. À la fin du second tour, Farina et Fangio sont roues dans roues; Hawthorn est légèrement décroché, devançant son coéquipier Trintignant, en lutte depuis le départ avec Jean Behra qui effectue un début de course remarquable au volant de sa modeste Gordini. Fangio déborde Farina et commence à creuser l'écart sur les Ferrari. À l'issue du cinquième tour, qu'il accomplit à près de 190 km/h de moyenne, il compte déjà cinq secondes d'avances sur Farina et plus de vingt sur Hawthorn. Behra, cinquième, a alors quelques secondes de retard sur Trintignant, mais au prix d'un bel effort il réduit peu à peu l'écart et deux boucles plus tard il est revenu dans les roues de la Ferrari, qu'il parvient à déborder au cours du huitième tour pour le gain de la quatrième place.
En tête, Fangio maintient un rythme soutenu mais à l'abord du onzième tour il doit s'arrêter brièvement à son stand, la visière de son casque commençant à se détacher; il l'enlève complètement et la remplace par une paire de lunettes. Son arrêt n'a duré que quelques secondes, suffisantes toutefois pour permettre à Farina de reprendre le commandement. Fangio se lance à sa poursuite et réduit rapidement l'écart. Au treizième tour, il réalise le meilleur temps de la journée à 191,5 km/h de moyenne et revient dans les roues de la Ferrari de tête. Au quatorzième, il déborde Farina dans le virage de Malmédy, mais ce dernier s'accroche à son sillage et le repasse à nouveau dans la descente de Masta. Fangio attaque à nouveau au virage de Stavelot et s'empare imparablement du commandement. La lutte entre les deux champions enthousiasme le public, mais malheureusement pour l'intérêt de la course le moteur de la Ferrari cède lors du quinzième tour. Malgré sa blessure au bras contractée aux Mille Miglia, Farina s'est montré le seul à contester la suprématie de Fangio. Après sa brillante course, Behra a également dû abandonner un peu plus tôt, suspension endommagée. Son coéquipier Paul Frère ne connaît pas plus de réussite, moteur cassé au quinzième tour. Avant la mi-course, il ne reste plus que sept voitures en lice.
Dès lors, le champion argentin se retrouve avec une avance très confortable sur Hawthorn, maintenant second. Le pilote britannique semble éprouver quelques difficultés, et a nettement baissé l'allure. À l'issue du dix-neuvième tour, pris d'un malaise, il emprunte la voie des stands pour céder le volant à González. Celui-ci repart en troisième position, derrière Trintignant, mais ne va effectuer qu'un seul tour avant de s'arrêter : il a immédiatement décelé que les gaz d'échappement entraient dans l'habitacle, cause du malaise d'Hawthorn. Après une réparation de fortune du tuyau défectueux, l'Argentin ressort du stand en sixième position, avec plus d'un tour de retard. Fangio, qui compte plus d'une minute d'avance sur Trintignant et un tour sur Stirling Moss (qui pilote sa Maserati personnelle), peut désormais réduire l'allure. André Pilette est maintenant quatrième, devant la Maserati du Prince Bira. La fin de course n'apporte pas de changement notable excepté la remontée de González qui va déborder Bira puis Pilette pour terminer quatrième. Fangio remporte une nouvelle victoire, devant Trintignant qui a effectué une course très régulière. Troisième, Moss obtient son premier résultat probant en championnat du monde.

### Classements intermédiaires
Classements intermédiaires des monoplaces aux premier, deuxième, troisième, cinquième, dixième, douzième, quatorzième, dix-huitième, vingtième, vingt-deuxième et vingt-huitième tours,.

### Classement de la course

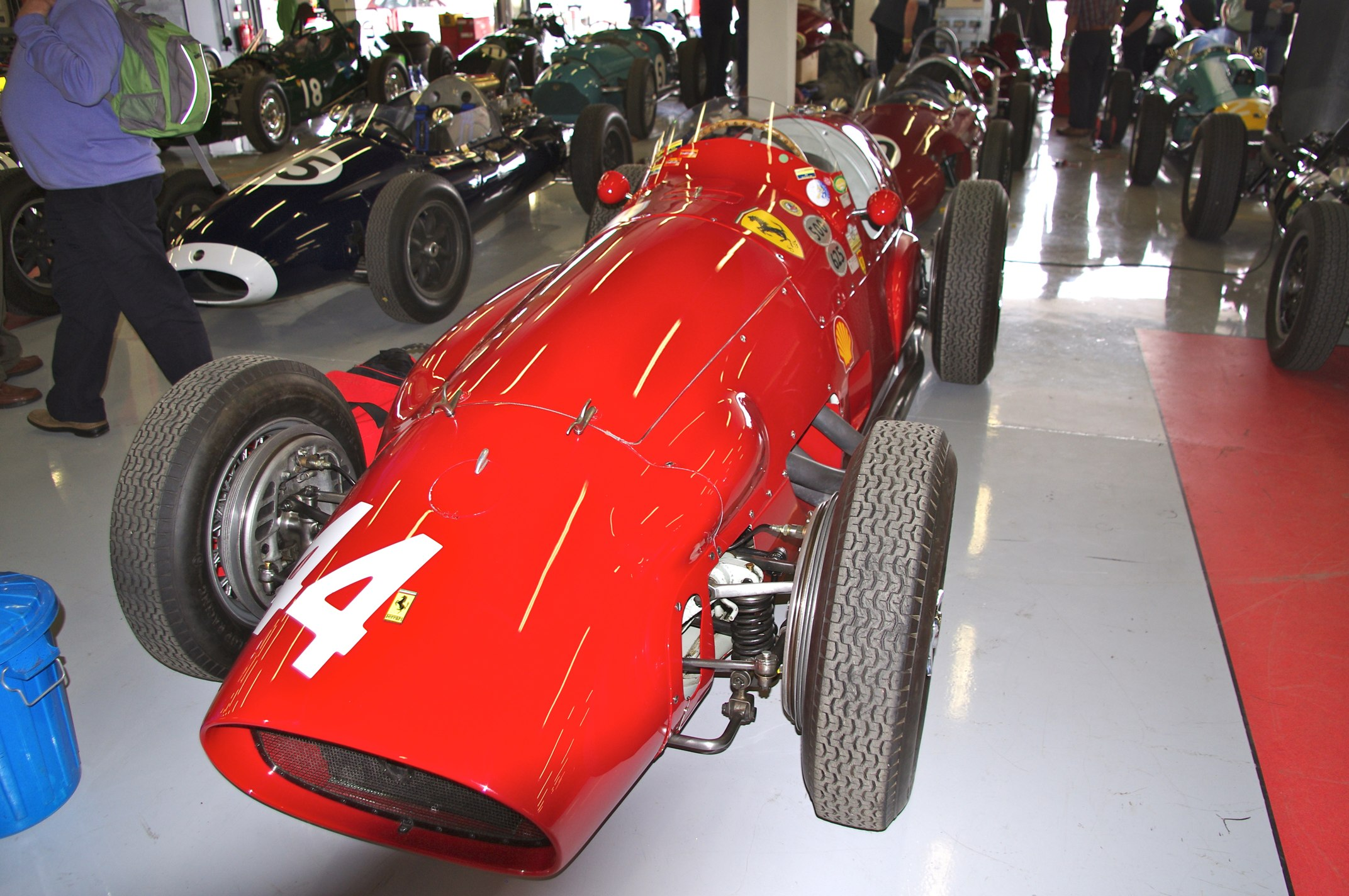
La Ferrari 625, dérivée de la 500 F2. Trintignant se classe second de la course avec ce modèle.

| Pos  | No | Pilote                              | Écurie   | Tours | Temps/Abandon                 | Grille | Points |
| ---- | -- | ----------------------------------- | -------- | ----- | ----------------------------- | ------ | ------ |
| 1    | 26 | Juan Manuel Fangio                  | Maserati | 36    | 2 h 44 min 42 s 4             | 1      | 9      |
| 2    | 8  | Maurice Trintignant                 | Ferrari  | 36    | 2 h 45 min 06 s 6 (+ 24 s 2)  | 6      | 6      |
| 3    | 22 | Stirling Moss                       | Maserati | 35    | 2 h 46 min 09 s 0 (+ 1 tour)  | 9      | 4      |
| 4    | 10 | Mike Hawthorn José Froilán González | Ferrari  | 35    | 2 h 47 min 25 s 2 (+ 1 tour)  | 5      | 1,5    |
| 5    | 18 | André Pilette                       | Gordini  | 35    | 2 h 48 min 25 s 0 (+ 1 tour)  | 8      | 2      |
| 6    | 20 | Prince Bira                         | Maserati | 35    | 2 h 49 min 07 s 7 (+ 1 tour)  | 13     |        |
| 7    | 30 | Sergio Mantovani                    | Maserati | 34    | 2 h 48 min 26 s 0 (+ 2 tours) | 11     |        |
| Abd. | 4  | Giuseppe Farina                     | Ferrari  | 14    | Allumage                      | 3      |        |
| Abd. | 16 | Paul Frère                          | Gordini  | 14    | Moteur                        | 10     |        |
| Abd. | 12 | Jean Behra                          | Gordini  | 12    | Suspension                    | 7      |        |
| Abd. | 28 | Onofre Marimon                      | Maserati | 3     | Moteur                        | 4      |        |
| Abd. | 6  | José Froilán González               | Ferrari  | 1     | Moteur                        | 2      |        |
| Abd. | 2  | Jacques Swaters                     | Ferrari  | 1     | Moteur                        | 14     |        |
| Abd. | 24 | Roberto Mieres                      | Maserati | 0     | Incendie                      | 12     |        |

- Légende: Abd.=Abandon

### Pole position et record du tour
- Pole position :  Juan Manuel Fangio en 4 min 22 s 1 (vitesse moyenne : 193,941 km/h). Temps réalisé lors de la séance qualificative du vendredi 18 juin[6].
- Meilleur tour en course :  Juan Manuel Fangio en 4 min 25 s 5 (vitesse moyenne : 191,458 km/h) au treizième tour.

#### Évolution du record du tour en course
Le meilleur tour en course fut amélioré quatre fois au cours de l'épreuve.

### Tours en tête
- Giuseppe Farina : 5 tours (1-2 / 11-13)
- Juan Manuel Fangio : 31 tours (3-10 / 14-36)

## Classement général à l'issue de la course
- attribution des points : 8, 6, 4, 3, 2 respectivement aux cinq premiers de chaque épreuve et 1 point supplémentaire pour le pilote ayant accompli le meilleur tour en course (signalé par un astérisque)
- Le règlement permet aux pilotes de se relayer sur une même voiture, les points éventuellement acquis étant alors partagés. Troy Ruttman et Duane Carter marquent chacun un point et demi pour leur quatrième place à Indianapolis, Mike Hawthorn et José Froilán González marquent chacun un point et demi pour leur quatrième place en Belgique.
- Sur dix épreuves qualificatives prévues pour le championnat du monde 1954, neuf seront effectivement courues, le Grand Prix des Pays-Bas, programmé le 6 juin[1], ayant été annulé.

| Pos. | Pilote                | Écurie       | Points | ARG | 500 | BEL | FRA | GBR | ALL | SUI | ITA | ESP |
| ---- | --------------------- | ------------ | ------ | --- | --- | --- | --- | --- | --- | --- | --- | --- |
| 1    | Juan Manuel Fangio    | Maserati     | 17     | 8   | -   | 9*  |     |     |     |     |     |     |
| 2    | Maurice Trintignant   | Ferrari      | 9      | 3   | -   | 6   |     |     |     |     |     |     |
| 3    | Bill Vukovich         | Kurtis Kraft | 8      | -   | 8   | -   |     |     |     |     |     |     |
| 4    | José Froilán González | Ferrari      | 6,5    | 5*  | -   | 1,5 |     |     |     |     |     |     |
| 5    | Giuseppe Farina       | Ferrari      | 6      | 6   | -   | -   |     |     |     |     |     |     |
|      | Jimmy Bryan           | Kuzma        | 6      | -   | 6   | -   |     |     |     |     |     |     |
| 7    | Jack McGrath          | Kurtis Kraft | 5      | -   | 5*  | -   |     |     |     |     |     |     |
| 8    | Stirling Moss         | Maserati     | 4      | -   | -   | 4   |     |     |     |     |     |     |
| 9    | Élie Bayol            | Gordini      | 2      | 2   | -   | -   |     |     |     |     |     |     |
|      | Mike Nazaruk          | Kurtis Kraft | 2      | -   | 2   | -   |     |     |     |     |     |     |
|      | André Pilette         | Gordini      | 2      | -   | -   | 2   |     |     |     |     |     |     |
| 12   | Troy Ruttman          | Kurtis Kraft | 1,5    | -   | 1,5 | -   |     |     |     |     |     |     |
|      | Duane Carter          | Kurtis Kraft | 1,5    | -   | 1,5 | -   |     |     |     |     |     |     |
|      | Mike Hawthorn         | Ferrari      | 1,5    | -   | -   | 1,5 |     |     |     |     |     |     |

## À noter
- 9e victoire en championnat du monde pour Juan Manuel Fangio.
- 5e hat trick en championnat du monde pour Juan Manuel Fangio.
- 3e victoire en championnat du monde pour Maserati en tant que constructeur.
- 3e victoire en championnat du monde pour Maserati en tant que motoriste.
- 1ers points en championnat du monde pour Stirling Moss et André Pilette.

- Voiture copilotée : no 10, Mike Hawthorn (19 tours) et José Froilán González (16 tours). Ils se partagent les 3 points de la 4e place.